# Liste des accidents ferroviaires en France dans les années 1950
Pour un article plus général, voir Liste des accidents ferroviaires en France au XXe siècle.
La liste des accidents ferroviaires en France dans les années 1950, est une liste non exhaustive, chronologique.

## 1950
- janvier 1950 - entre Rigney et Moncey (Doubs) : deux trains de voyageurs entrent en collision frontale. Bilan : dix morts et dix sept blessés[1].
- 10 février 1950. Entre Lisle-sur-Tarn et Gaillac (Tarn). Le choc frontal à 80 km/h sur la ligne unique entre deux autorails (ADP et ADX) laissent vingt morts et trente-huit blessés graves. Le brouillard fut mis en cause pour le non-respect de la signalisation par un des conducteurs[2], lequel aurait dû marquer l'arrêt à Lisle-sur-Tarn jusqu'au passage du train arrivant en sens inverse[3].
- 3 juillet 1950 - Saint-Amour (Jura) : collision entre le rapide spécial 611 Douai - Annecy et un autocar de l’entreprise Pauget de Foissiat (Ain) au passage à niveau sur le CD 3 près de la gare de Saint-Amour à 4 h 17. 25 morts dont quatre sont décédés plus tard des suites de l'accident, un survivant légèrement blessé, tous à bords du car. Le train roulait à près de 90 km/h les signaux lui ayant donné la « voie libre ». Distrait par un passant, le garde-barrière avait ouvert machinalement la barrière au passage de l’autocar. Les victimes étaient toutes originaires de Foissiat (Ain), des anciens combattants et leurs femmes qui se rendaient en excursion dans le Doubs et le chauffeur[4],[5].

## 1951
- 24 août 1951 - Sanry-sur-Nied (Moselle) : le rapide Bâle-Calais percute la queue de l'express Francfort-Paris, arrêté par un signal en gare de Sanry-sur-Nied et transportant des militaires américains et français en permission. Bilan : vingt-trois morts et une trentaine de blessés[6].

## 1953
- 16 octobre 1953 : Vers 6h30, une locomotive haut-le-pied percute un train à l'arrêt en gare de Sérézin, l'omnibus 3462 Saint-Rambert-d'Albon-Lyon alors rempli d'ouvriers se rendant à leur travail[7]. Le dernier wagon, en bois à revêtement métallique, est broyé et projeté sur le wagon suivant[7]. L'accident fait onze morts[8].

## 1954
- 3 juillet 1954 - Châteaubourg (Ardèche) : collision frontale entre l'autorail direct Lyon-Nîmes du soir (X 2449 tractant trois remorques : une XR 7300 et deux XR 8800) et la locomotive d'un train de travaux sur une voie unique temporaire à la suite d'une erreur d'aiguillage. On dénombre trente-sept morts, dont deux sont décédés plus tard des suites de l'accident, et près de cinquante blessés[9],[10].

## 1956
- 14 juin 1956 - Fismes : déraillement du Paris-Luxembourg faisant onze morts et trente-huit blessés[11].

## 1957
- 1er février 1957 - Seigny (Côte d'Or) : ligne Paris-Dijon, au niveau de la sous-station électrique de Seigny, l'express 108 prend en écharpe un wagon de marchandises couché sur la voie à la suite d'une rupture d'essieu. Un mort (le conducteur de l'express) et quatre blessés parmi les voyageurs sont recensés[12].
- 18 juin 1957 - Boisleux-au-Mont : un déraillement cause onze morts[13],[14].
- 19 juillet 1957 - Bollène : déraillement, à 80 km/h au lieu de 30 km/h, du Vintimille–Paris à l'entrée de la gare à la suite de l'interprétation erronée de la signalisation : l'arrêt (un ou deux feux rouges) et la limitation de vitesse à 30 (deux feux jaunes verticaux de rappel de ralentissement) pour réception sur voie déviée étaient alors annoncés par un même feu jaune (Avertissement)[pas clair]. Par la suite, une signalisation spécifique au ralentissement a été déployée au niveau national : deux feux jaunes horizontaux. Dans les voitures du train venues s'immobiliser sur la voie contiguë à hauteur de la locomotive, de nombreux voyageurs en couchettes qui dormaient la fenêtre ouverte périrent ébouillantés par les jets de vapeur échappés de la locomotive déraillée et dont la chaudière avait été percée par un rail arraché. Bilan: vingt morts.[réf. nécessaire]
- 7 septembre 1957 - Nozières : déraillement du Paris–Nîmes sur un chantier de voie à la suite d'une mauvaise interprétation de la signalisation par le mécanicien qui aborda à près de 90 km/h un aiguillage limité à 30 km/h. Bilan : vingt-six morts[15].
- 16 novembre 1957 - Chantonnay : nez à nez entre un autorail et un train de marchandises. La locomotive du train de marchandises pulvérise l'intérieur de l'autorail en y pénétrant profondément comme un coin. Bilan : vingt-neuf morts[16],[17].